# Alpy Urneńskie

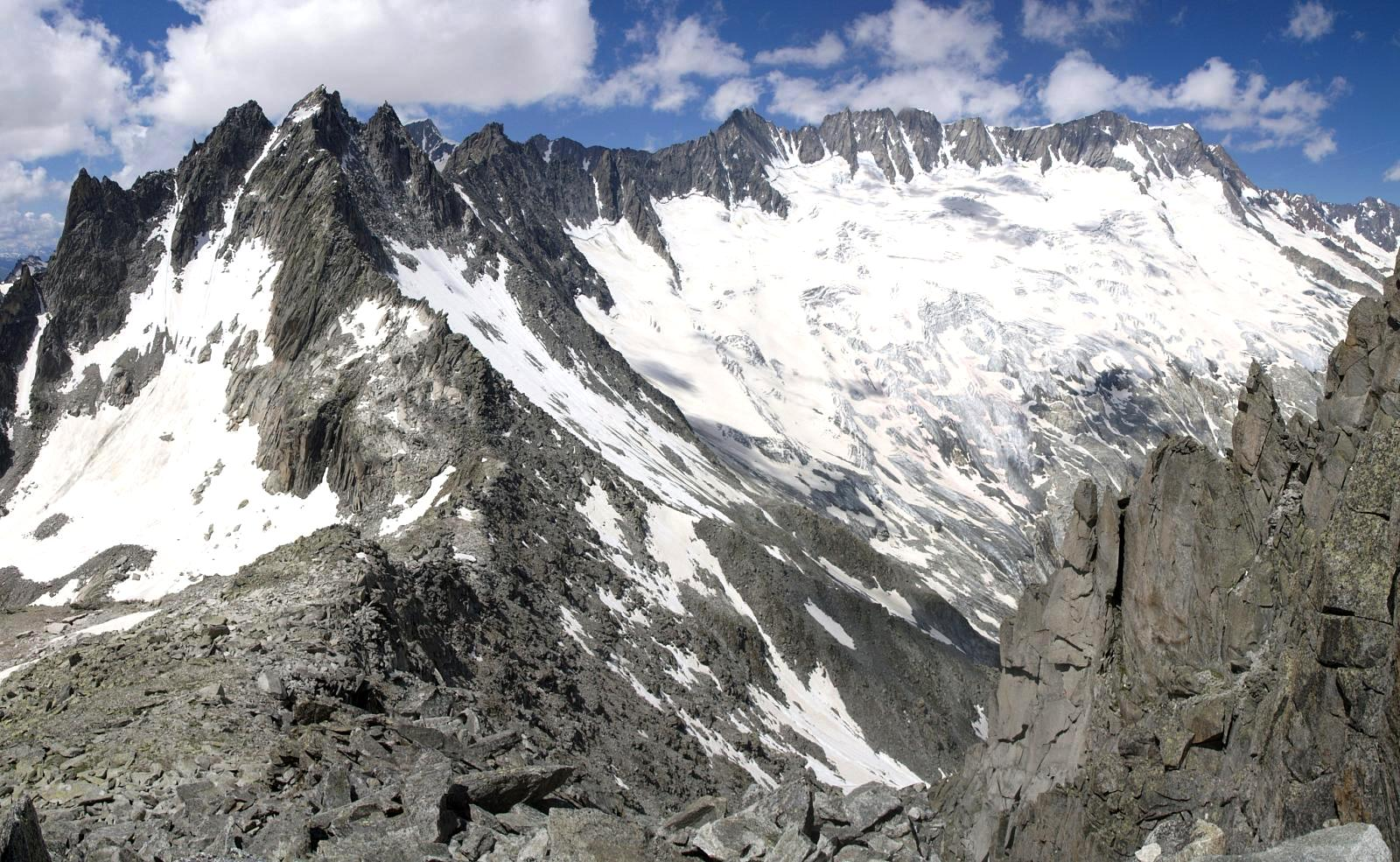
Dammastock

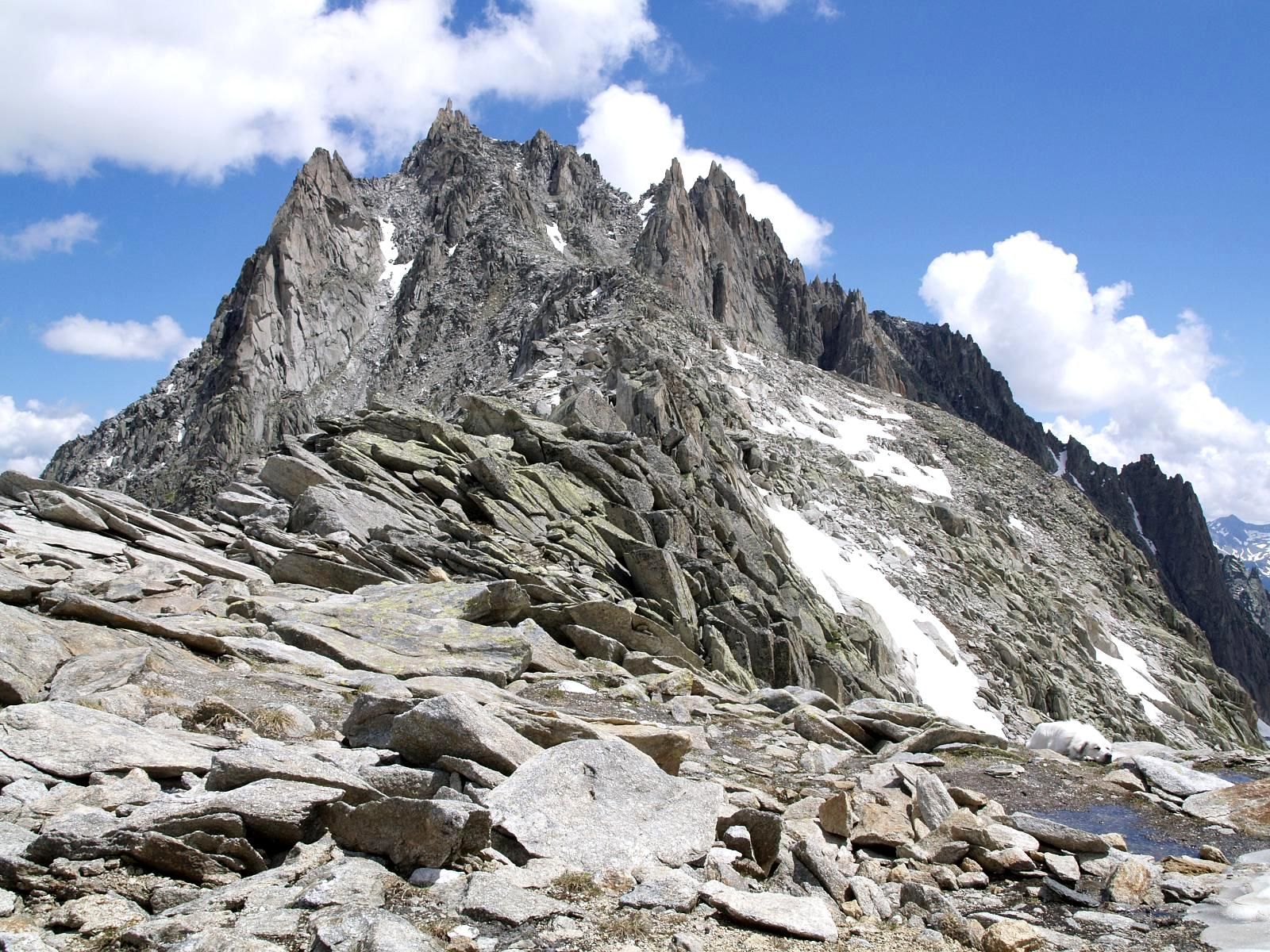
Lochberg

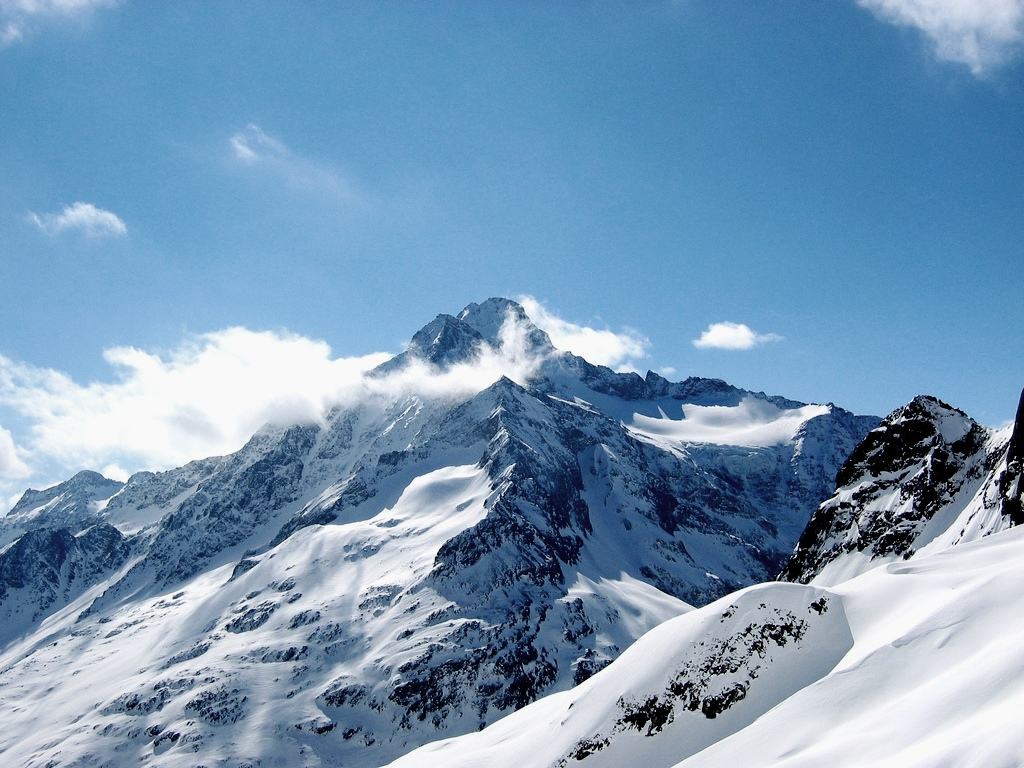
Sustenhorn

Alpy Urneńskie (niem. Urner Alpen) – pasmo górskie należące do Alp Berneńskich, części Alp Zachodnich. Alpy Urneńskie leżą w Szwajcarii, w kantonach: Obwalden, Valais, Lucerna, Berno, Uri i Nidwalden. Graniczą z głównym łańcuchem Alp Berneńskich na zachodzie, Alpami Lepontyńskimi na południu oraz z Alpami Glarneńskimi na wschodzie.
Rejon obfituje w lodowce: Lodowiec Rodanu, Triftgletscher, Steingletscher, Tiefengletscher, Chelengletscher i Dammagletscher.
Najwyższe szczyty:
| - Dammastock – 3630 m, - Schneestock – 3608 m, - Rhonestock – 3596 m, - Galenstock – 3586 m, - Eggstock – 3583 m, - Tiefenstock – 3515 m, - Sustenhorn – 3503 m, - Tierberg – 3447 m, - Gwächtenhorn – 3420 m, - Fleckistock – 3416 m, - Maasplanggstock – 3401 m, - Wysse Nollen – 3398 m, - Diechterhorn – 3389 m, - Tieralplistock – 3382 m, - Chli Sustenhorn – 3318 m, - Sustenlimihorn – 3316 m, - Stucklistock – 3308 m, - Gletschhorn – 3305 m, - Titlis – 3238 m, - Rorspitzli – 3220 m, - Sidelenhorn – 3217 m, - Brunnenstock – 3210 m, - Chüeplanggenstock – 3207 m, - Gross Bielenhorn – 3207 m, | - Voralphorn – 3203 m, - Winterstock – 3203 m, - Chelenalphorn – 3202 m, - Gross Griessenhorn – 3202 m, - Gross Spannort – 3198 m, - Gärstenhörner – 3189 m, - Limistock – 3189 m, - Tällistock – 3185 m, - Hoch Horefellistock – 3175 m, - Gross Furkahorn – 3169 m, - Winterberg – 3167 m, - Chli Spannort – 3140 m, - Hinter Schloss – 3132 m, - Steinhüshorn – 3121 m, - Chilchlistock – 3114 m, - Krönten – 3107 m, - Zwächten – 3078 m, - Lochberg – 3074 m, - Müeterlishorn – 3066 m, - Wendenstöcke – 3042 m, - Triftstöckli – 3035 m, - Wendenhorn – 3023 m, - Spitzli – 3011 m, - Bächenstock – 3008 m. |  |

Schroniska:
- Gelmerhütte (2412 m),
- Windegghütte (1900 m),
- Trifthütte (2520 m),
- Albert-Heim hütte (2542 m),
- Sidelenhütte (2708 m),
- Dammahütte – (2438 m),
- Tierberglihütte (2797 m),
- Chelenalphütte (2350 m),
- Bergseehütte (2370 m),
- Voralphütte (2123 m),
- Salbithütte (2105 m).